# Conseil scientifique de l'AMF
Le conseil scientifique de l'Autorité des marchés financiers (AMF) a été créé pour éclairer l'autorité de régulation sur des thématiques moyen et long terme.
Il est composé de chercheurs reconnus, universitaires ou faisant partie de l'industrie.
Les différents moyens de diffusion des travaux du conseil sont :
- La revue du conseil scientifique de l'AMF, composée d'articles résumant les travaux ayant été présentés et discutés lors d'un conseil ;
- un colloque annuel autour des thèmes déjà ou bientôt abordés par le conseil scientifique.

En outre, depuis 2015, le conseil scientifique remet un prix du jeune chercheur.

## Membres du conseil scientifique
Le conseil scientifique est présidé par le président de l'AMF, et son vice-président est Christian de Boissieu, membre du Collège de l'AMF. 
- Luc Arrondel, Centre national de la recherche scientifique et Paris School of Economics
- Patrick Artus, Natixis
- Raphaëlle Bellando, université d’Orléans (depuis 2017)
- Marie-Hélène Broihanne, université de Strasbourg
- Gunther Capelle-Blancard, université Paris Panthéon Sorbonne
- Catherine Casamatta, Toulouse School of Economics (depuis 2020)
- Stéphane Crépey, université d’Évry (depuis 2017)
- Serge Darolles, université Paris Dauphine (depuis 2017)
- Fany Declerck,  Toulouse School of Economics (depuis 2017)
- Ivan Ekeland, Université Paris Dauphine (depuis 2020)
- Thierry Foucault, HEC
- Carole Gresse, professeur à l'université Paris Dauphine
- Charles-Albert Lehalle, Capital Fund Management (depuis 2014)
- Patrice Poncet, ESSEC
- Thierry Roncalli, Amundi Asset Management (depuis 2017)
- Boris Vallée, Harvard Business School (depuis 2020)
- Guillaume Vuillemey, HEC (depuis 2020)

### Anciens membres du conseil scientifique
- Laurence Boone, AXA (2017-2020)
- Olivier Garnier, Société générale (jusqu'en 2020)

## Le Colloque du conseil scientifique
- « ICO, crypto-actifs : quel avenir et quelle régulation ? » (2018)[1]
- « L'éducation financière à l'ère du digital, quels enjeux pour l'épargne ? » (2016)[2]
- « La résilience des infrastructures des marchés financiers » (2014)[3]
- « Fonctionnement du conseil d'administration, rémunérations et transparence : quelle gouvernance pour les entreprises ? » (2013)
- « Les conséquences de la crise financière sur l'épargne des ménages et la commercialisation des produits financiers » (2012)[4]
- « La financiarisation des marchés de matières premières : quels enjeux pour les régulateurs ? » (2011)
- « Régulation : comment faire face au changement des marchés d'actions » (2010)[5]
- « L’investissement à long terme : quels enjeux pour les entreprises, les marchés et les régulateurs ? » (2009)
- « Produits de financement structuré : quels enjeux pour les marchés et pour les régulateurs ? » (2008)

## Le prix AMF dujeune chercheur
Le ou les lauréats sont invités à présenter leurs travaux au conseil scientifique.

## La revue du Conseil scientifique
- La Revue du Conseil scientifique no 1 - septembre 2014
  -  Moindres flux de capitaux vers les pays émergents et les pays du Sud de la zone euro : recul anormal de la mobilité internationale du capital ou effet normal de la perte de solvabilité externe ? - Patrick Artus
  - Fragmentation du marché : évaluations et perspectives ? - Carole Gresse
  - France : manque-t-il vraiment de financement à long terme de l’économie ? - Patrick Artus
  - Vers des mesures dynamiques de liquidité - Charles-Albert Lehalle
- La Revue du Conseil scientifique no 2 - mai 2015
  - L’épargnant entre raison et passion – De gustibus disputandum est - Luc Arrondel
  - Le comportement des investisseurs individuels : état des lieux et enseignements - Marie-Hélène Broihanne
  - Arbitrage haute fréquence : Faut-il s’en inquiéter ? - Thierry Foucault
- La Revue du Conseil scientifique no 3 - novembre 2015
  - Les assureurs dans un environnement de taux bas - Éric Chaney
  - Liquidité des marchés actions et investissement long terme - Serge Darolles